# Culex invidiosus
Culex invidiosus är en tvåvingeart som beskrevs av Theobald 1901. Culex invidiosus ingår i släktet Culex och familjen stickmyggor. Inga underarter finns listade i Catalogue of Life.